# 876 v.Chr.
Het jaar 876 v.Chr. is een jaartal volgens de christelijke jaartelling.

## Gebeurtenissen

### Palestina
- Koning Zimri wordt na een machtsgreep heerser over het koninkrijk Israël.
- Zimri pleegt na politieke intriges zelfmoord, koning Omri volgt hem op.

## Overleden
- Ela, koning van Israël